# Крістіан Кабаселе
Крістіан Кабаселе (фр. Christian Kabasele, нар. 24 лютого 1991, Лубумбаші) — бельгійський футболіст, захисник італійського «Удінезе».
Грав за збірну Бельгії.

## Клубна кар'єра
У дорослому футболі дебютував 2008 року виступами за команду клубу «Ейпен», в якій провів два сезони, взявши участь лише у 9 матчах чемпіонату. 
Своєю грою за цю команду привернув увагу представників тренерського штабу клубу «Мехелен», до складу якого приєднався 2010 року. Відіграв за команду з Мехелена наступний сезон своєї ігрової кар'єри.
Згодом з 2011 по 2014 рік грав у складі команд клубів «Лудогорець» та «Ейпен».
До складу клубу «Генк» приєднався 2014 року. За два сезони відіграв за команду з Генка 76 матчів в національному чемпіонаті.
У липні 2016 року за орієнтовні 7 мільйонів євро. Провів сім сезонів у цій команді, яка протягом цього періоду переміщувалася між найвищим і другим за силою дивізіонами англійського клубного футболу.
25 липня 2023 року уклав дворічний контракт з італійським «Удінезе».

## Виступи за збірні
У 2009 році дебютував у складі юнацької збірної Бельгії, взяв участь у 10 іграх на юнацькому рівні, відзначившись 5 забитими голами.
Протягом 2011–2013 років залучався до складу молодіжної збірної Бельгії. На молодіжному рівні зіграв в одному офіційному матчі.
У травні 2016 року гравця, який на той момент не провів жодної офіційної гри за національну збірну Бельгії, було включено до її заявки для участі у фінальній частині чемпіонату Європи у Франції. По ходу турніру на поле не виходив і дебютував за збірну лише у листопаді того ж року. Свою другу і останню гру за «червоних дияволів» провів за рік, у листопаді 2017.
| Дата       | Місто     | Господарі  | Результат | Гості   | Турнір           | Голи | Примітки |
| ---------- | --------- | ---------- | --------- | ------- | ---------------- | ---- | -------- |
| 9-11-2016  | Амстердам | Нідерланди | 1 – 1     | Бельгія | товариський матч | -    |          |
| 14-11-2017 | Брюгге    | Бельгія    | 1 – 0     | Японія  | товариський матч | -    |          |
| Усього     |           | Матчів     | 2         |         | Голів            | 0    |          |

## Титули і досягнення
- Чемпіон Болгарії (1):

Лудогорець: 2011-12
- Володар Кубка Болгарії (1):

Лудогорець: 2011-12